# Station Ormskirk
Ormskirk is een spoorwegstation van National Rail in Ormskirk, West Lancashire in Engeland. Het station is eigendom van Network Rail en wordt beheerd door Merseyrail. Het station wordt gebruikt door treinen van Merseyrail naar/van Liverpool Central en treinen van Northern Rail naar/van Preston.